# Sportitalia 24
Sportitalia 24 è stato un canale televisivo sportivo italiano a diffusione nazionale che ha incominciato le sue trasmissioni il 10 giugno 2010 alle ore 19.00, per proseguire 24 ore su 24 senza nessuna replica.

## Storia
È stato un canale all news dedicato allo sport, gratuito e in onda sul digitale terrestre, che offre informazione sportiva 24 ore su 24 con aggiornamenti continui sulle competizioni nazionali e internazionali.
Dal 14 febbraio 2011 il canale Sportitalia 24 ha cambiato multiplex sul digitale terrestre. Tivuitalia società di Screen Service si è aggiudicata un contratto per trasmettere sulle proprie frequenze per due anni i canali di Sportitalia.
Dal 14 dicembre 2011 è visibile anche sul mux TIMB 2 insieme a Sportitalia 1 e Sportitalia 2.
Il 5 giugno 2012 i canali Sportitalia 1, Sportitalia 2 e Sportitalia 24 sono stati rimossi dal mux TivuItalia.
Nel luglio 2013, con il fallimento dell'editore Maroncelli 9, viene acquisita da "LT Multimedia".
Il 1º novembre 2013 a mezzanotte i canali Sportitalia 1, Sportitalia 2 e Sportitalia 24 sono stati chiusi e sostituiti dai nuovi canali del gruppo LT Multimedia Sport Uno, Sport Due, Sport Tre che a loro volta sono stati chiusi il 20 febbraio 2014. Attualmente sul digitale terrestre le numerazioni usate dai canali Sportitalia 2 e Sportitalia 24 sono utilizzate da altre reti televisive, mentre è ancora visibile Sportitalia alla LCN 60.
L'ultimo servizio trasmesso su SI24 fu la confererenza stampa pre Roma-Chievo dell'allenatore dei giallorossi Rudi Garcia.
Dopo sei anni dalla chiusura il palinsesto di SI24 riprende vita grazie a Si Live 24, canale in onda via HbbTV e su internet che nasce dalle ceneri di Sportitalia 2 e che propone molte ore  di approfondimenti sportivi in diretta.

## Conduttori di Sportitalia 24
- Marilena Albergo
- Enrico Cerruti
- Federica Migliavacca
- Deborah Schirru
- Alberto Santi
- Luca Sgarbi
- Ettore Miraglia
- Federico Casotti
- Alessandro Acton
- Piero Vitiello
- Francesca Piantanida
- Monica Bertini
- Valentina Campus
- Barbara Masulli
- Marica Giannini
- Daniela Scalia
- Marcello Piazzano
- Matteo Ronchetti

## Ascolti

### Share 24h* di Sportitalia 24[2]
|      | Gennaio | Febbraio | Marzo | Aprile | Maggio | Giugno | Luglio | Agosto | Settembre | Ottobre | Novembre | Dicembre | Media anno |
| ---- | ------- | -------- | ----- | ------ | ------ | ------ | ------ | ------ | --------- | ------- | -------- | -------- | ---------- |
| 2011 | N.R.    | N.R.     | N.R.  | N.R.   | N.R.   | N.R.   | 0,07%  | 0,07%  | 0,05%     | 0,04%   | 0,04%    | 0,07%    |            |
| 2012 | 0,09%   | 0,08%    | 0,09% | 0,11%  | 0,14%  | 0,14%  | 0,20%  | 0,23%  | 0,15%     | 0,12%   | 0,12%    | 0,13%    |            |
| 2013 | 0,14%   | 0,12%    | 0,11% | 0,10%  | 0,13%  | 0,18%  | 0,21%  | 0,20%  | 0,14%     | 0,10%   | chiuso   |          |            |

*Giorno medio mensile su target individui 4+